# Portland Art Museum
Ne doit pas être confondu avec Portland Museum of Art (en) et Portland Museum of Modern Art (en).
Le Portland Art Museum est un musée d'art situé à Portland, dans l'Oregon (États-Unis).
Le musée a été fondé en 1892, ce qui en fait le plus ancien musée d'art de la côte ouest et le septième plus ancien des États-Unis.  
Après les dernières rénovations, le Portland Art Museum est devenu l'un des vingt-cinq plus grands musées d'art des États-Unis, avec une superficie totale de 22 000 m² et une surface de plus de 10 400 m2 consacrée aux galeries d'exposition. La collection permanente compte plus de 42 000 œuvres d'art et au moins une grande exposition itinérante y est généralement présentée.    
Le Portland Art Museum abrite un centre d'art autochtone, un centre d'art du Nord-Ouest, un centre d'art moderne et contemporain, des expositions permanentes d'art asiatique et un jardin de sculptures public en plein air. Le Northwest Film Center fait également partie du musée. 
Le Portland Art Museum a pour mission de servir le public en offrant un accès à un art de qualité, en éduquant un public diversifié sur l'art et en rassemblant et en préservant un large éventail d'art pour l'enrichissement des générations présentes et futures. Le musée est accrédité par l'American Alliance of Museums jusqu'en 2024,.

## Œuvres d'art

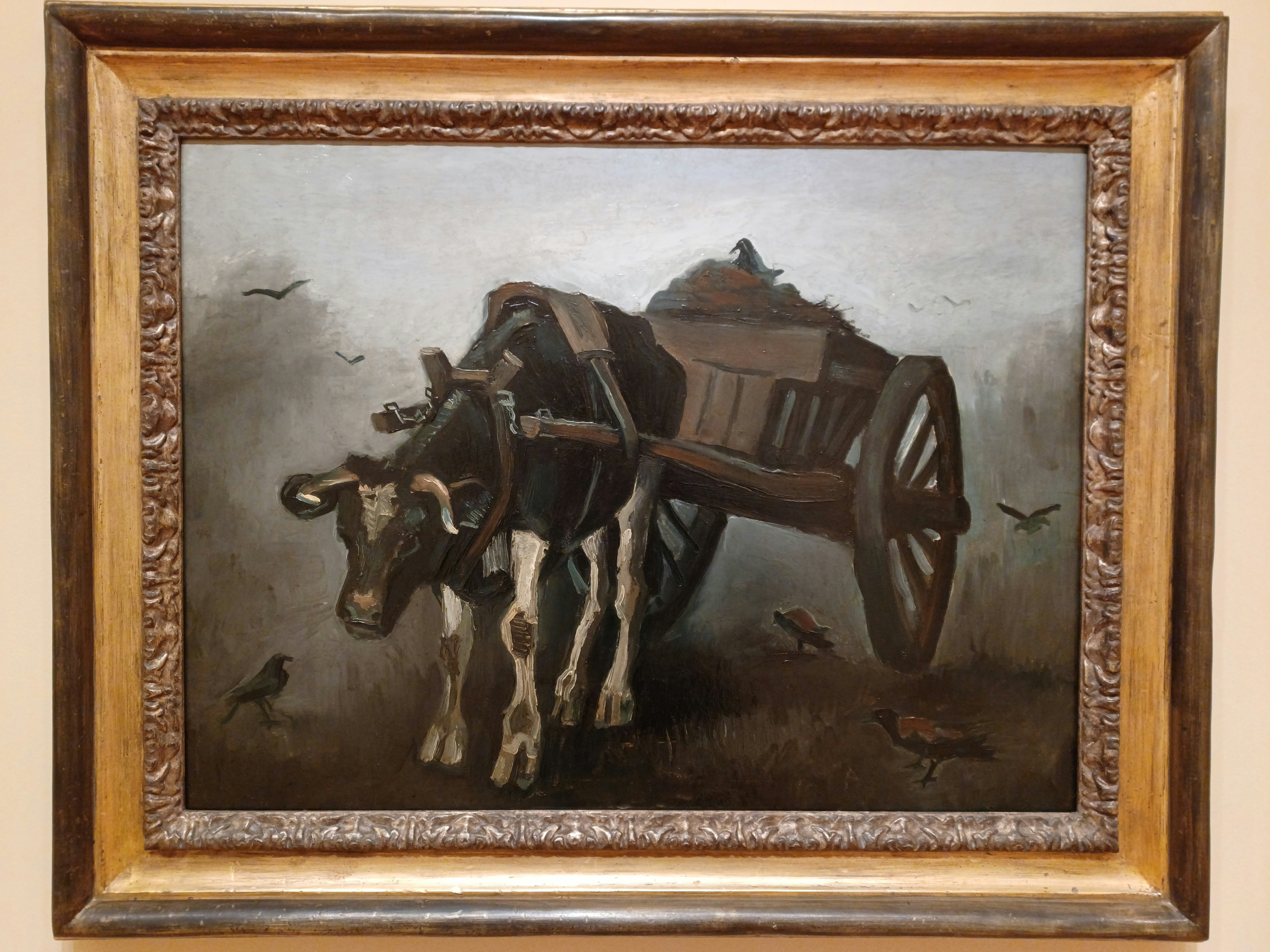
Le char à bœufs de Vincent van Gogh.

Le musée possède une collection de plus de 40 000 objets et œuvres d'art, dont :   
- Castel Gandolfo de George Inness - collection d'art américain,
- Mount Hood d'Albert Bierstadt - collection d'art américain,
- La découverte de Moïse (av. 1730) par Giambattista Pittoni
- Arrivée des Occidentaux par l'école Kano (paravent de l'époque Edo) - The Asian Art Collection,
- Paris : Quai de Bercy - La Halle aux vins de Paul Cézanne - collection d'art moderne et contemporain,
- Les Nymphéas de Claude Monet - collection d'art moderne et contemporain,
- Le Prince Patutszky Red de Jules Olitski - collection d'art moderne et contemporain
- La Seine à Argenteuil de Pierre Renoir
- Rivière à Lavacourt par Claude Monet
- Le char à bœufs de Vincent van Gogh
- Nativité par Taddeo Gaddi
- Madonna and Child de Cecco di Pietro
- Allégorie figure de femme de Franz von Stuck
- Haut de la ville de Roger Brown
- Une muse de Constantin Brâncuși
- Femme accroupie d'Auguste Rodin
- Likunt Daniel Ailin (La scène mondiale : Israël) de Kehinde Wiley[5]
- FamilyTreePiles de Nan Curtis[6]